# Мадагаскар 2
Мадагаскар 2 (на английски: Madagascar: Escape 2 Africa) е американски анимационен приключенски комедиен филм от 2008 г., продуциран от Дриймуъркс Анимейшън и Пи Ди Ай/Дриймуъркс и разпространяван от Парамаунт Пикчърс. Това е вторият филм от поредицата Мадагаскар. Филмът е режисиран от Ерик Дарнъл и Том Макграт, по сценарий от Итън Коен, Дарнъл и Макграт и е озвучен от Бен Стилър, Крис Рок, Дейвид Шуимър, Джейда Пинкет Смит, Саша Барон Коен, Седрик Шоумена, Анди Риктър, Елайза Габриели, Том Макграт, Крис Милър, Кристофър Найтс и Конрад Върнън, които озвучават същите герои от първия филм. Към тях се присъединяват нови актьори: Бърни Мак, Алек Болдуин, Шери Шепърд, Уил Ай Ем, както и ветеранът в озвучаването Джон Димаджо. Във филма основните герои — група животни от зоопарка в Сентръл Парк, чиито приключения ги отвеждат до Мадагаскар — се озовават в африканската савана, където срещат себеподобни, а лъвът Алекс се събира отново с родителите си.
Филмът, както и своя предшественик, има музикален съпровод, композиран от Ханс Цимер. Певецът Уил Ай Ем допринася към саундтрака с пет песни.
Премиерата на Мадагаскар 2 е на 7 ноември 2008 г. Филмът получава предимно положителни отзиви от критиците, които хвалят героите, хумора и анимацията, като много от тях го определят като подобрение спрямо първия филм. При бюджет от 150 милиона долара филмът получава приходи от 603,9 милиона долара, което го прави шестия най-касов филм за 2008 г. Продължението — Мадагаскар 3 — излиза през 2012 г.

## Сюжет
В Кения алфа лъвът Зуба се опитва да научи младия си син Алакай как да се бие, но Алакай се интересува повече от танци. Съперникът му Макунга го предизвиква за титлата алфа, но по време на битката им Алакай е пленен от бракониери и поставен в сандък. Зуба ги подгонва и успява да скъса предпазния колан на сандъка, но е улучен в ухото и обездвижен. Сандъкът пада в океана и се носи до Ню Йорк, където Алакай получава ново име – Алекс, израства в зоопарка на Сентръл Парк и среща най-добрите си приятели за цял живот: Марти, Мелман и Глория.
Години по-късно, след приключенията си в Мадагаскар, Алекс, Марти, Мелман и Глория, заедно с пингвините Скипър, Ковалски, Рико и Редник, както и шимпанзетата Мейсън и Фил, се подготвят да се върнат в Ню Йорк с разнебитен самолет, пилотиран от пингвините. С тях пътуват и крал Джулиън, Морис и Морт. Самолетът обаче остава без гориво и катастрофира в континентална Африка. Животните попадат на водоизточник в природен резерват и с вълнение срещат себеподобни. Алекс се събира отново с родителите си и ги впечатлява с истории за статута си като „краля на Ню Йорк“. Марти се слива със стадо зебри, които изглеждат и звучат точно като него. Мелман, хипохондрик, се отчайва от липсата на лекари в резервата, затова другите жирафи го обявяват за техен шаман. В търсене на любов, Глория привлича вниманието на галантния хипопотам Мото Мото. Междувременно пингвините започват ремонт на самолета, подпомагани от множество шимпанзета, вербувани от Мейсън и Фил. Те крадат превозни средства от хора на сафари и ги разглобяват за части. Нана – коравата възрастна жена, която нападна Алекс на Гранд Сентрал Търминал, – поема командването на останалите туристи и им помага да оцелеят временно в дивата природа.
В заговор да отстрани Зуба от позицията на алфа лъв, Макунга настоява Алекс да премине през ритуал за пълнолетие, който Алекс погрешно приема за конкурс по таланти. Всъщност това е бойно състезание, а Макунга го подвежда да избере най-силния лъв Тийтси за противник, което води до унизителното поражение на Алекс. Обезсърчен, Зуба се отказва от титлата си, която преминава към Макунга, а Алекс е прогонен от водоизточника. Междувременно Марти осъзнава, че другите зебри могат всичко, което и той, и започва да се чувства неуникален. Мелман си внушава, че е тежко болен, и понеже тайно обича Глория, страда от интереса, който тя има, към Мото Мото. Четиримата приятели влизат в остър спор помежду си. Глория отива на среща с Мото Мото, но губи интерес, щом разбира, че той е привлечен единствено от външността ѝ. След разговор с Джулиън, Мелман най-накрая разкрива чувствата си към нея.
На следващия ден животните изпадат в паника, когато водоизточникът пресъхва. Решен да се докаже, Алекс оправя отношенията си с Марти и двамата тръгват нагоре по течението, за да разследват причината. Джулиън предлага жертвоприношение във вулкан, за да се възстанови водата. Мелман, отчаян и вярващ, че ще умре, доброволно предлага себе си. Глория го спира, преди да скочи, и разбира, че той я обича не заради външността ѝ. Алекс и Марти откриват, че изоставените туристи са изградили лагер и са преградили реката с язовир. Алекс е пленен от хората. Зуба се притичва на помощ, но Алекс успява да спаси и двамата, като танцува за хората, които си го спомнят от зоопарка. Марти, Мелман, Глория, пингвините и шимпанзетата пристигат със сглобения самолет и помагат на Алекс да унищожи язовира, възстановявайки водния поток. Макунга прави опит да си върне властта, но Алекс го подмамва, така че да бъде победен от Нана, която го изхвърля от резервата. Зуба предлага титлата алфа лъв на Алекс, но той отказва, смятайки, че тя принадлежи на баща му. Зуба казва, че тя принадлежи и на двамата, и баща и син стават съвместни лидери.
Скипър се жени за кукла от арматурното табло на самолета, а той, останалите пингвини и шимпанзетата заминават на меден месец в Монте Карло. А що се отнася до четворката приятели и лемурите — те с радост решават да останат в резервата още известно време.

## Актьорски състав
- Бен Стилър – Алекс, лъв.
  - Куин Демпси Стилър озвучава Алекс като бебе, познат като Алакай.
  - Деклан Суифт озвучава Алекс (млад).
- Крис Рок – Марти, равнинна зебра, най-добрият приятел на Алекс.
  - Рок също озвучава други зебри от стадото.
  - Томас Стенли озвучава Марти (млад).
- Дейвид Шуимър – Мелман, мрежест жираф и един от приятелите на Алекс.
  - Закъри Гордън озвучава Мелман (млад).
- Джейда Пинкет Смит – Глория, хипопотамка и приятелка на Алекс, която е любовен интерес за Мелман.
  - Уилоу Смит озвучава Глория (млада).
- Саша Барън Коен – Крал Джулиън XIII, котешки лемур и крал на лемурите от Мадагаскар.
- Седрик Шоумена – Морис, ай-ай, кралски съветник на Джулиън.
- Анди Риктър – Морт, миши лемур на Гудман, най-големият почитател на краля и най-добър приятел на Морис.
- Бърни Мак – Зуба, бащата на Алекс и алфа лъвът.
- Шери Шепърд – Флори, майката на Алекс и партньорка на Зуба.
- Елайза Габриели – Нана, възрастна жена, която се опълчва на животните.
- Том Макграт – Скипър, антарктически пингвин, който е лидер на командния отряд.
- Крис Милър – Ковалски, антарктически пингвин, дясна ръка на Скипър и разузнавач на екипа.
- Кристофър Найтс – Редник, антарктически пингвин, новобранец, добродушен и амбициозен.
- Джон Димаджо – Рико, антарктически пингвин, мълчалив експерт по експлозиви, изразяващ се само с грухтене и писукане.
- Конрад Върнън – Мейсън, обикновено шимпанзе. Фил, другото шимпанзе, е без реплики.
- Ерик Дарнъл – Джо, жираф, и един от бракониерите, които отвличат младия Алекс.
- Ал Рокър – Новинар.
- Фил Ламар – Екскурзовод.
- Стивън Керин – Стивън, жираф, носорог и един от нюйоркчаните.
- Дани Джейкъбс – Един от нюйоркчаните.
- Дан О'Конър – Бивол и един от нюйоркчаните.
- Стейси Фъргюсън – Женски хипопотам.
- Харланд Уилямс – Жираф.
- Бриджит Хофман – Нюйоркчанка.
- Дейвид Смит – Боби, дикдики.
- Джон Ерик Бентли – Допълнителни гласове.
- Фред Татасчиоре – Тийтси, лъв, и един от бракониерите, които отвличат младия Алекс.
- Алек Болдуин – Макунга, лъв и съперник на Зуба за титлата алфа.

## Продукция
Продължението на Мадагаскар е в разработка още от 2005 г., когато излиза първият филм, като премиерната дата е планирана за края на 2008 г. В първия тийзър трейлър, пуснат през март 2008 г., филмът носи подзаглавието Бягството от сандъка (The Crate Escape). До юни 2008 г. продукцията получава окончателното си заглавие – Бягство от Африка (Escape 2 Africa). Лосанджелиското студио Дък Студиос анимира финалната сцена с надписите, използвайки техника на Cutout анимация в стил, вдъхновен от африканското изкуство.

## Музика
Ханс Цимер се завръща като композитор на филмовата музика, този път в сътрудничество с Уил Ай Ем. Саундтракът включва пет нови песни, изпълнени от Уил Ай Ем; неговият кавър на I Like to Move It е използван в заключителните надписи.

## Домашна употреба
Мадагаскар 2 излиза на DVD и Blu-ray на 6 февруари 2009 г., заедно с два епизода от поредицата Пингвините от Мадагаскар. През първата си седмица в класацията за продажби на DVD, филмът дебютира на първо място, с продадени 1 681 938 бройки, което се равнява на приходи от 27,09 милиона долара. Към април 2010 г. в световен мащаб са продадени 13,7 милиона копия за домашно гледане.
Книгата Madagascar: Escape 2 Africa – Movie Storybook е написана от Роб Скотън и илюстрирана от Майкъл Кьолш, и е публикувана от Харпър Колинс Чилдрън Букс през 2008 г. Кьолш преди това илюстрира и Madagascar – Movie Storybook за Сколастик през 2005 г.

## Прием

### Боксофис
В деня на премиерата си филмът реализира приходи от 17 555 027 долара от 4056 киносалона, със среден приход от 4328 долара на киносалон. През уикенда заема първо място в боксофиса с общ приход от 63 106 589 долара и средно 15559 долара на салон. Към 19 март 2009 г. Мадагаскар 2 постига приходи от 180 010 950 долара (29,8% от общите приходи) в САЩ и Канада, както и 423 889 404 долара (70,2%) в други региони, с което общата световна печалба достига 603 900 354 долара.

### Реакция на критиката
В сайта Rotten Tomatoes 64% от критиците дават положителна оценка на филма, със средна оценка от 5.9/10 въз основа на 156 рецензии. Консенсусът на сайта гласи: „Мадагаскар 2 е подобрение спрямо оригинала, с по-добре изградени персонажи, по-ясна анимация и по-последователен хумор“. Друга платформа за обобщение на рецензии, Metacritic, класифицира филма в категорията „като цяло благоприятни“ с оценка от 61/100, базирана на 25 рецензии — също малко по-висока оценка от тази на оригиналния филм. Публиката, анкетирана от CinemaScore, дава на филма средна оценка A− по скалата от A+ до F.
Майкъл Филипс от Чикаго Трибюн коментира, че филмът „се въздържа от прекомерни шеги с поп културата, което е едно от по-умните неща в сценария: Алекс, който обожава танцовите движения на Боб Фоси и Джером Робинс, се превръща в основния поп-културен гег“. Роджър Ебърт от Чикаго Сън-Таймс дава на филма 3 от 4 звезди и пише: „Това е по-ярък и по-ангажиращ филм от оригиналния Мадагаскар“. Джон Андерсън от Нюздей поставя оценка 3.5/4 звезди и казва: „Мадагаскар 2, продължението на изключително успешната анимация на Дриймуъркс, следва парадигмата „Цар лъв/съдбата според вида/самоосъществяване“. Джо Моргенстърн от Уолстрийт Джърнъл пише: „Корените са плитки, но продължението е добронамерено, жизнерадостно и напълно приятно, ако го приемете за това, което е“. Джим Шембри от Ейдж дава на филма 3.5 от 5 звезди, описвайки го като „изключително забавно, светкавично бързо, неуморно смешно продължение на очарователния хит от 2005 г.“ и го определя като един от най-добрите анимационни филми за 2008 г. Кели Джейн Торънс от Вашингтон Таймс дава 3/5 звезди и пише, че филмът „може и да не предлага най-модерната анимация или особено оригинална история“, но добавя: „И все пак има какво да предложи: ритмична музика, смях за млади и възрастни, както и впечатляващите таланти на Саша Барън Коен“.
Шубра Гупта от Индиан Експрес пише, че филмът е „също толкова жизнен, остроумен и забавен“ колкото и предшественика си, и хвали анимацията и персонажите, но критикува сюжета за това, че „върви по същия път като Цар лъв, с отклонение към Шрек“. Кари Рики от Филаделфия Инкерър дава на филма 2 от 4 звезди и коментира: „Вземете спуканата гума, която беше Мадагаскар. Пренадуйте я със сюжета на Цар лъв. Напълнете я с въздух. Сега имате Мадагаскар 2“. Питър Брадшоу от Гардиън дава оценка 2 от 5 звезди, описвайки филма като „разочароващо парче опортюнизъм, с не-сюжет, който безсрамно копира Цар лъв“. Антъни Куин от Индипендънт също дава 2 от 5 звезди и пише: „Визуалното въображение и рисуването са изключително впечатляващи; за жалост драмата е доста скучна“.

## Продължение
Продължението, озаглавено Мадагаскар 3, излиза на 8 юни 2012 г. Алекс, Марти, Глория и Мелман все още се опитват да се върнат у дома в Ню Йорк. Този път пътешествието им ги отвежда до пътуващ цирк в Европа, който те ще преобразят в типичен стил Мадагаскар.

## В България
Премиерата на Мадагаскар 2 по кината в България е на 28 ноември 2008 г. от Прооптики, дублиран на български език.
Филмът е издаден на DVD и Blu-Ray на 15 февруари 2015 г., разпространявани от A+Films.
Синхронен дублаж
| Роля         | Изпълнител        |
| ------------ | ----------------- |
| Алекс        | Анатолий Божинов  |
| Мелман       | Пламен Чернев     |
| Крал Джулиън | Кристиян Фоков    |
| Макунга      | Георги Тодоров    |
| Скипър       | Стефан Сърчаджиев |
| Глория       | Петя Абаджиева    |
| Зуба         | Петър Върбанов    |
| Мото Мото    | Георги Иванов     |
| Марти        | Тодор Николов     |
| Нана         | Василка Сугарева  |
| Мама         | Василка Сугарева  |
| Морис        | Явор Караиванов   |
| Редник       | Илия Иванов       |
| Морт         | Георги Стоянов    |
| Мейсън       | Георги Стоянов    |
| Бракониер 1  | Драгомир Драганов |
| Бракониер 2  | Ненчо Балабанов   |
| Рико         | Илиян Илков       |
| Бебе Мелман  | Елеонора Петрова  |
| Бебе Глория  | Антония Тасева    |
| Бебе Алекс   | Емил Димитров     |
| Бебе Марти   | Емил Димитров     |
| Хипопотамка  | Поликсена Костова |

| Обработка              | Александра Аудио |
| ---------------------- | ---------------- |
| Режисьор на дублажа    | Петър Върбанов   |
| Превод и адаптация     | Милена Иванова   |
| Тонрежисьор            | Пламен Чернев    |
| Изпълнителен продуцент | Васил Новаков    |

Войсоувър дублаж
| Преводач            | Дина Колева                                                             |
| Озвучаващи артисти  | Даниела Йорданова Мими Йорданова Илиян Пенев Тодор Георгиев Росен Русев |
| Тонрежисьор         | Валентина Георгиева                                                     |
| Режисьор на дублажа | Таня Димитрова                                                          |